# Cúp bóng đá U-17 nữ châu Á 2024
Cúp bóng đá U-17 nữ châu Á 2024 là giải đấu lần thứ 9 của Cúp bóng đá U-17 nữ châu Á (bao gồm các Giải vô địch bóng đá nữ U-17 châu Á trước đó và Giải vô địch bóng đá nữ U-16 châu Á), giải vô địch bóng đá trẻ quốc tế hai năm một lần do Liên đoàn bóng đá châu Á (AFC) tổ chức dành cho các đội tuyển bóng đá nữ U-17 quốc gia thuộc châu Á.
Được tổ chức tại Indonesia từ ngày 6 đến ngày 19 tháng 5 năm 2024. Tổng cộng có tám đội tham gia giải đấu. Đây là giải bóng đá nữ châu lục đầu tiên do Indonesia đăng cai.
Ba đội đứng đầu giải đấu đủ điều kiện tham dự Giải vô địch bóng đá nữ U-17 thế giới tại Cộng hòa Dominica với tư cách là đại diện của AFC. Nhật Bản là đương kim vô địch. Nhưng sau đó đã không thể bảo vệ được danh hiệu trong trận chung kết với Triều Tiên, cân bằng bốn lần vô địch của Nhật Bản.

## Vòng loại
Nước chủ nhà và ba đội đứng đầu của giải đấu trước đó vào năm 2019 được tự động đủ điều kiện, trong khi bốn đội còn lại được quyết định bằng vòng loại. Có hai vòng đấu loại, với vòng đầu tiên diễn ra từ ngày 22 đến ngày 30 tháng 4 năm 2023 và vòng thứ hai diễn ra từ ngày 16 đến ngày 24 tháng 9 năm 2023.

### Các đội vượt qua vòng loại
Các đội sau đây đã giành quyền tham dự giải đấu.
| Đội tuyển         | Tư cách tham dự         | Số lần tham dự | Thành tích tốt nhất              |
| ----------------- | ----------------------- | -------------- | -------------------------------- |
| Indonesia         | Chủ nhà                 | 2              | Vòng bảng (2005)                 |
| Nhật Bản          | Vô địch (2019)          | 9              | Vô địch (2005, 2011, 2013, 2019) |
| CHDCND Triều Tiên | Á quân (2019)           | 8              | Vô địch (2007, 2015, 2017)       |
| Trung Quốc        | Hạng ba (2019)          | 9              | Á quân (2005)                    |
| Hàn Quốc          | Nhất bảng A (vòng loại) | 9              | Vô địch (2009)                   |
| Thái Lan          | Nhì bảng A (vòng loại)  | 9              | Hạng ba (2005)                   |
| Úc                | Nhất bảng B (vòng loại) | 7              | Hạng tư (2009, 2019)             |
| Philippines       | Nhì bảng B (vòng loại)  | 1              | Lần đầu                          |

## Địa điểm
Các trận đấu được tổ chức tại hai địa điểm ở Gianyar Regency, Bali.
| Gianyar                           | Gianyar                       |
| --------------------------------- | ----------------------------- |
| Sân vận động Kapten I Wayan Dipta | Trung tâm đào tạo Bali United |
| Sức chứa: 18,000                  | Sức chứa: 600                 |
|                                   |                               |
| Gianyar                           |                               |

## Bốc thăm
Lễ bốc thăm được tổ chức vào ngày 7 tháng 3 năm 2024 tại Trụ sở AFC ở Kuala Lumpur, Malaysia. Tám đội được chia thành hai bảng bốn đội. Các đội được xếp hạt giống theo thành tích của họ trong vòng chung kết Giải vô địch bóng đá nữ U-16 châu Á 2019 và vòng loại, với đội chủ nhà Indonesia được xếp hạt giống tự động và được chỉ định vào vị trí A1 trong lễ bốc thăm.
| Nhóm 1                             | Nhóm 2                             | Nhóm 3            | Nhóm 4                     |
| ---------------------------------- | ---------------------------------- | ----------------- | -------------------------- |
| 1. Indonesia (chủ nhà) 2. Nhật Bản | 1. CHDCND Triều Tiên 2. Trung Quốc | 1. Úc 2. Hàn Quốc | 1. Thái Lan 2. Philippines |

## Trọng tài
Các trọng tài và trợ lý trọng tài sau đây được bổ nhiệm cho giải đấu.
Trọng tài
- Rebecca Durcau
- Yu Hong
- Yang Shu-Ting
- Mahsa Ghorbani
- Azusa Sugino
- Cha Min-ji
- Veronika Bernatskaia
- Doumouh Al Bakkar
- Supiree Testhomya
- Bùi Thị Thu Trang

Trợ lý trọng tài
- Bao Mengxiao
- Wu Qiaoli
- Riiohlang Dhar
- Saki Nakamoto
- Islam Al-Abadi
- Sabreen Ala'badi
- Park Mi-suk
- Phutsavan Chanthavong
- Phyu May Thet
- Dilshoda Rahmanova
- Suwida Wongkraisorn
- Amal Badhafari

## Đội hình
Các cầu thủ sinh từ ngày 1 tháng 1 năm 2007 đến ngày 31 tháng 12 năm 2009 đủ điều kiện tham gia giải đấu. Mỗi đội phải đăng ký một đội hình tối thiểu 18 cầu thủ và tối đa 23 cầu thủ, trong đó tối thiểu ba người phải là thủ môn (Điều lệ 22.1 và 26.3).

## Vòng bảng
Hai đội đứng đầu mỗi bảng sẽ gành quyền vào bán kết.

Các tiêu chí vòng bảng
Các đội được xếp hạng theo điểm (3 điểm cho một trận thắng, 1 điểm cho một trận hòa, 0 điểm cho một trận thua) và nếu số điểm bằng nhau, các tiêu chí phá lệ thế giằng co sau đây sẽ được áp dụng, theo thứ tự đã cho, để xác định thứ hạng (Điều lệ 7.3):
1. Điểm trong các trận đối đầu trực tiếp giữa các đội hòa nhau;
2. Hiệu số bàn thắng bại trong các trận đối đầu trực tiếp giữa các đội hòa nhau;
3. Số bàn thắng ghi được trong các trận đối đầu trực tiếp giữa các đội hòa nhau;
4. Trong trường hợp có nhiều hơn hai đội hòa nhau và sau khi áp dụng tất cả các tiêu chí đối đầu ở trên, một nhóm các đội vẫn hòa nhau, tất cả các tiêu chí đối đầu ở trên sẽ được áp dụng lại riêng cho nhóm các đội này;
5. Hiệu số bàn thắng bại trong tất cả các trận vòng bảng;
6. Số bàn thắng được ghi trong tất cả các trận đấu vòng bảng;
7. Đá luân lưu nếu chỉ có hai đội hòa nhau và gặp nhau ở vòng đấu cuối cùng của bảng;
8. Điểm kỷ luật (thẻ vàng = 1 điểm, thẻ đỏ do 2 thẻ vàng = 3 điểm, thẻ đỏ trực tiếp = 3 điểm, thẻ vàng tiếp theo là thẻ đỏ trực tiếp = 4 điểm);
9. Bốc thăm.

Tất cả các trận đấu diễn ra theo giờ địa phương, WITA (UTC+8).

### Bảng A
| VT | Đội               | ST | T | H | B | BT | BB | HS  | Đ | Giành quyền tham dự     |
| -- | ----------------- | -- | - | - | - | -- | -- | --- | - | ----------------------- |
| 1  | CHDCND Triều Tiên | 3  | 3 | 0 | 0 | 22 | 0  | +22 | 9 | Vòng đấu loại trực tiếp |
| 2  | Hàn Quốc          | 3  | 1 | 1 | 1 | 13 | 8  | +5  | 4 | Vòng đấu loại trực tiếp |
| 3  | Philippines       | 3  | 1 | 1 | 1 | 7  | 8  | −1  | 4 |                         |
| 4  | Indonesia (H)     | 3  | 0 | 0 | 3 | 1  | 27 | −26 | 0 |                         |

| CHDCND Triều Tiên                                                                                 | 7–0      | Hàn Quốc |
| ------------------------------------------------------------------------------------------------- | -------- | -------- |
| - Ri Kuk-hyang 41' (ph.đ.) - Ho Kyong 45+2', 54' - Jon Il-chong 47', 51', 89' - Choe Rim-jong 60' | Chi tiết |          |

| Indonesia       | 1–6      | Philippines                                              |
| --------------- | -------- | -------------------------------------------------------- |
| Scheunemann 12' | Chi tiết | - Pino 6', 35' - Guy 22' - Markey 29' - Collins 54', 62' |

| Philippines | 0–6      | CHDCND Triều Tiên                                                                                 |
| ----------- | -------- | ------------------------------------------------------------------------------------------------- |
|             | Chi tiết | - Jon Il-chong 17', 27' - Kang Ryu-mi 24' - Pak Il-sim 31' - Choe Chong-gum 48' - Son Jo-ye 90+3' |

| Hàn Quốc | 12–0     | Indonesia |
| --- | -------- | --------- |
| - Kim Hyo-won 13' - Han Guk-hee 34' - Beom Ye-ju 39' - Park Ji-yu 41' - Won Ju-eun 45+1', 50', 61', 86' - Kim Yee-un 59' (ph.đ.) - Baek Ji-eun 80', 82' - Seo Min-jeong 90+2' | Chi tiết |           |

| Indonesia | 0–9      | CHDCND Triều Tiên                                                                    |
| --------- | -------- | ------------------------------------------------------------------------------------ |
|           | Chi tiết | - Choe Il-son 1', 10', 38', 40', 47' - Kang Ryu-mi 11', 45+3' - Ro Un-hyang 14', 44' |

| Hàn Quốc       | 1–1      | Philippines |
| -------------- | -------- | ----------- |
| Beom Ye-ju 74' | Chi tiết | Markey 38'  |

### Bảng B
| VT | Đội        | ST | T | H | B | BT | BB | HS  | Đ | Giành quyền tham dự     |
| -- | ---------- | -- | - | - | - | -- | -- | --- | - | ----------------------- |
| 1  | Nhật Bản   | 3  | 3 | 0 | 0 | 12 | 1  | +11 | 9 | Vòng đấu loại trực tiếp |
| 2  | Trung Quốc | 3  | 2 | 0 | 1 | 6  | 4  | +2  | 6 | Vòng đấu loại trực tiếp |
| 3  | Thái Lan   | 3  | 1 | 0 | 2 | 3  | 8  | −5  | 3 |                         |
| 4  | Úc         | 3  | 0 | 0 | 3 | 2  | 10 | −8  | 0 |                         |

| Trung Quốc                                         | 3–0      | Úc |
| -------------------------------------------------- | -------- | -- |
| - Zhou Xinyi 5' - Xiao Jiaqi 63' - Zhang Kecan 77' | Chi tiết |    |

| Nhật Bản                                   | 4–0      | Thái Lan |
| ------------------------------------------ | -------- | -------- |
| - Shinjo 51' - Sakaki 65' - Tsuda 69', 87' | Chi tiết |          |

| Thái Lan | 0–3      | Trung Quốc                                       |
| -------- | -------- | ------------------------------------------------ |
|          | Chi tiết | - Song Yu 58' - Zhang Kecan 90' - Chen Rui 90+2' |

| Úc                       | 1–4      | Nhật Bản                                   |
| ------------------------ | -------- | ------------------------------------------ |
| Dos Santos 90+6' (ph.đ.) | Chi tiết | - Sato 3', 10' - Shinjo 65' - Hirakawa 80' |

| Nhật Bản                                       | 4–0      | Trung Quốc |
| ---------------------------------------------- | -------- | ---------- |
| - Fukushima 9' - Kikuchi 74', 86' - Nezu 90+5' | Chi tiết |            |

| Úc        | 1–3      | Thái Lan                                        |
| --------- | -------- | ----------------------------------------------- |
| Punch 31' | Chi tiết | - Kurisara 38' - Rinyaphat 67' - Chutikan 90+7' |

## Vòng đấu loại trực tiếp
|  | Bán kết           | Bán kết  |                   |   | Chung kết | Chung kết |
|  |                   |          |                   |   |           |           |
|  | 16 tháng 5        |          |                   |   |           |           |
|  |                   |          |                   |   |           |           |
|  | CHDCND Triều Tiên | 1        |                   |   |           |           |
|  | CHDCND Triều Tiên | 1        | 19 tháng 5        |   |           |           |
|  | Trung Quốc        | 0        |                   |   |           |           |
|  | Trung Quốc        | 0        | CHDCND Triều Tiên | 1 |           |           |
|  | 16 May            |          | CHDCND Triều Tiên | 1 |           |           |
|  |                   | Nhật Bản | 0                 |   |           |           |
|  | Nhật Bản          | Nhật Bản | 0                 | 3 |           |           |
|  | Nhật Bản          |          |                   | 3 |           |           |
|  | Hàn Quốc          | 0        |                   |   |           |           |
|  | Hàn Quốc          | 0        | Tranh hạng ba     |   |           |           |
|  |                   |          |                   |   |           |           |
|  | 19 tháng 5        |          |                   |   |           |           |
|  |                   |          |                   |   |           |           |
|  | Trung Quốc        | 1        |                   |   |           |           |
|  | Trung Quốc        | 1        |                   |   |           |           |
|  | Hàn Quốc          | 2        |                   |   |           |           |

### Bán kết
Đội thắng sẽ giành quyền tham dự Giải vô địch bóng đá nữ U-17 thế giới 2024.
| Nhật Bản                     | 3–0      | Hàn Quốc |
| ---------------------------- | -------- | -------- |
| - Nezu 40' - Shinjo 68', 88' | Chi tiết |          |

| CHDCND Triều Tiên | 1–0      | Trung Quốc |
| ----------------- | -------- | ---------- |
| Choe Yon-a 11'    | Chi tiết |            |

### Tranh hạng ba
Đội thắng trong trận này sẽ giành quyền tham dự Giải vô địch bóng đá nữ U-17 thế giới 2024.
| Trung Quốc     | 1–2      | Hàn Quốc       |
| -------------- | -------- | -------------- |
| Dong Yujie 81' | Chi tiết | Phair 13', 84' |

### Chung kết
| CHDCND Triều Tiên | 1–0      | Nhật Bản |
| ----------------- | -------- | -------- |
| Jon Il-chong 46'  | Chi tiết |          |

## Vô địch
| Cúp bóng đá U-17 nữ châu Á 2024 |
| ------------------------------- |
| · CHDCND Triều Tiên · Lần thứ 4 |

## Giải thưởng
Các giải thưởng sau đây đã được trao khi kết thúc giải đấu:
| Giải thưởng                                 | Người nhận                                          |
| ------------------------------------------- | --------------------------------------------------- |
| Cầu thủ xuất sắc nhất                       | Miharu Shinjo                                       |
| Vua phá lưới                                | Jon Il-chong                                        |
| Thủ môn xuất sắc nhất                       | Pak Ju-gyong                                        |
| Ngôi sao tương lai (người hâm mộ yêu thích) | Miharu Shinjo Casey Phair Zhang Kecan Ariana Markey |

## Các đội tuyển đủ điều kiện tham dự Giải vô địch bóng đá nữ U-17 thế giới
Ba đội tuyển sau đây từ AFC đủ điều kiện tham dự Giải vô địch bóng đá nữ U-17 thế giới 2024 tại Cộng hòa Dominica.
| Đội tuyển         | Ngày vượt qua vòng loại | Số lần tham dự trước đây tại Giải vô địch bóng đá nữ U-17 thế giới1 |
| ----------------- | ----------------------- | ------------------------------------------------------------------- |
| Nhật Bản          | 16 tháng 5 năm 2024     | 7 (2008, 2010, 2012, 2014, 2016, 2018, 2022)                        |
| CHDCND Triều Tiên | 16 tháng 5 năm 2024     | 6 (2008, 2010, 2012, 2014, 2016, 2018)                              |
| Hàn Quốc          | 19 tháng 5 năm 2024     | 3 (2008, 2010, 2018)                                                |

1 Chữ đậm chỉ đội vô địch năm đó. Chữ nghiêng chỉ đội chủ nhà năm đó.

## Cầu thủ ghi bàn
Đã có 74 bàn thắng ghi được trong 16 trận đấu, trung bình 4.62 bàn thắng mỗi trận đấu.
6 bàn thắng
- Jon Il-chong

5 bàn thắng
- Choe Il-son

4 bàn thắng
- Miharu Shinjo
- Won Ju-eun

3 bàn thắng
- Kang Ryu-mi

2 bàn thắng
- Zhang Kecan
- Hana Kikuchi
- Ririka Nezu
- Momo Sato
- Anon Tsuda
- Ho Kyong
- Ro Un-hyang
- Natalie Collins
- Ariana Markey
- Alexa Pino
- Baek Ji-eun
- Beom Ye-ju
- Casey Phair

1 bàn thắng
- Indiana dos Santos
- Lily Punch
- Chen Rui
- Dong Yujie
- Song Yu
- Xiao Jiaqi
- Zhou Xinyi
- Claudia Scheunemann
- Noa Fukushima
- Hina Hirakawa
- Manaka Sakaki
- Choe Chong-gum
- Choe Rim-jong
- Choe Yon-a
- Pak Il-sim
- Ri Kuk-hyang
- Son Jo-ye
- Jael-Marie Guy
- Han Guk-hee
- Kim Hyo-won
- Kim Yee-un
- Park Ji-yu
- Seo Min-jeong
- Chutikan Kitikhun
- Kurisara Limpawanich
- Rinyaphat Moondong